# Iglesia de San Andrés (Luna)
La iglesia de San Andrés es un edificio situado en la localidad española de Luna, en la provincia de Álava.

## Descripción
El edificio se encuentra en la localidad española de Luna, del municipio de Cuartango, perteneciente a la provincia de Álava, en la comunidad autónoma del País Vasco. Se menciona como iglesia parroquial del lugar en el décimo volumen del Diccionario geográfico-estadístico-histórico de España y sus posesiones de Ultramar de Pascual Madoz, donde aparece descrita con las siguientes palabras: «igl. parr. (San Andres Apóstol) servida por un beneficiado con título de cura, y un mayordomo seglar». En el tomo de la Geografía general del País Vasco-Navarro dedicado a Álava y escrito por Vicente Vera y López, se dice lo siguiente: «Su parroquia, dedicada á San Andrés apóstol, es de categoría rural de segunda clase y pertenece al arciprestazgo de Cuartango».